# Lista monumentelor istorice din județul Brașov - V

Simbol pentru monumentele istorice

Lista monumentelor istorice din județul Brașov - V cuprinde monumentele istorice înscrise în Patrimoniul cultural național al României și aflate în localități ce încep cu litera V din județul Brașov.
Lista completă este menținută și actualizată periodic de către Ministerul Culturii, Cultelor și Patrimoniului Național din România, prin intermediul Institutului Național al Patrimoniului, ultima versiune datând din 2015. Această listă cuprinde și actualizările ulterioare, realizate prin ordin al ministrului culturii.
| Cod LMI                               | Denumire                                                                                         | Localitate                       | Localizare                                                                | Datare, Creatori                                     | Imagine               | Erori             |
| ------------------------------------- | ------------------------------------------------------------------------------------------------ | -------------------------------- | ------------------------------------------------------------------------- | ---------------------------------------------------- | --------------------- | ----------------- |
| BV-II-m-A-11838 (RAN: 41603.04)       | Biserica „Adormirea Maicii Domnului”                                                             | sat Veneția de Jos; comuna Părău | 323                                                                       | 1790 - 1818 Teodor Zugravul, Sava Zugravul (pictori) | Alte imagini          | Raportează eroare |
| BV-II-m-B-11839                       | Fosta primărie                                                                                   | sat Veneția de Jos; comuna Părău | 426                                                                       | sec. XIX                                             | Încarcă foto \| video | Raportează eroare |
| BV-II-m-B-11840 (RAN: 41612.02)       | Biserica „Cuvioasa Paraschiva”                                                                   | sat Veneția de Sus; comuna Părău | 202                                                                       | 1778,1830                                            | Alte imagini          | Raportează eroare |
| BV-II-s-A-11841                       | Situl rural Viscri                                                                               | sat Viscri; comuna Bunești       | Sit delimitat cf. avizului de clasare 808/E/1998 al Ministerului Culturii | sec. XVI - XIX                                       |                       | Raportează eroare |
| BV-II-m-A-11842 (RAN: 40759.08)       | Casă                                                                                             | sat Viscri; comuna Bunești       | 10                                                                        | sec. XVII                                            |                       | Raportează eroare |
| BV-II-a-A-11843 (RAN: 40759.09)       | Ansamblul bisericii evanghelice fortificate                                                      | sat Viscri; comuna Bunești       | 52 46.05472°N 25.08833°E                                                  | sec. XIII-XX                                         | Alte imagini          | Raportează eroare |
| BV-II-m-A-11843.01 (RAN: 40759.09.02) | Biserica evanghelică fortificată                                                                 | sat Viscri; comuna Bunești       | 52                                                                        | sec. XIII-XVI                                        |                       | Raportează eroare |
| BV-II-m-A-11843.02 (RAN: 40759.09.01) | Incintă fortificată interioară, cu drum de apărare, două turnuri, două bastioane, turn de poartă | sat Viscri; comuna Bunești       | 52                                                                        | sec. XIII - XVII                                     |                       | Raportează eroare |
| BV-II-m-A-11843.03                    | Incintă exterioară                                                                               | sat Viscri; comuna Bunești       | 52                                                                        | sec. XVII                                            |                       | Raportează eroare |
| BV-II-m-A-11843.05                    | Ring de dans                                                                                     | sat Viscri; comuna Bunești       | 52                                                                        | sec. XIX - XX                                        | Încarcă foto \| video | Raportează eroare |
| BV-II-m-B-11844                       | Hanul vechi                                                                                      | sat Viștea de Jos; comuna Viștea | 96                                                                        | 1827                                                 | Încarcă foto \| video | Raportează eroare |
| BV-II-m-A-11845 (RAN: 42245.01)       | Biserica „Sf. Arhangheli Mihail și Gavril”                                                       | sat Viștea de Jos; comuna Viștea | 138                                                                       | 1487, sec. XX                                        | Încarcă foto \| video | Raportează eroare |
| BV-II-m-B-11846                       | Biserica „Buna Vestire”                                                                          | sat Viștea de Sus; comuna Viștea | 249                                                                       | 1848                                                 | Alte imagini          | Raportează eroare |
| BV-II-m-A-11847 (RAN: 42389.01)       | Biserica „Adormirea Maicii Domnului”                                                             | sat Voivodeni; comuna Voila      | 46                                                                        | sec. XIII-XX Pantelimon Zugravul (1812) (pictor)     |                       | Raportează eroare |
| BV-II-a-A-11848 (RAN: 42389.02)       | Ansamblul bisericii „Sf. Nicolae”                                                                | sat Voivodeni; comuna Voila      | 221                                                                       | sec. XVIII Nicolae Grecu, Gheorghe Grecu (pictura)   | Alte imagini          | Raportează eroare |
| BV-II-m-A-11848.01 (RAN: 42389.02.01) | Biserica „Sf. Nicolae”                                                                           | sat Voivodeni; comuna Voila      | 221                                                                       | 1767                                                 |                       | Raportează eroare |
| BV-II-m-A-11848.02 (RAN: 42389.02.02) | Zid de incintă (fragmente)                                                                       | sat Voivodeni; comuna Voila      | 221                                                                       | sec. XVIII                                           |                       | Raportează eroare |
| BV-II-a-A-11849 (RAN: 42405.02)       | Ansamblul bisericii evanghelice fortificate                                                      | sat Vulcan; comuna Vulcan        | Str. Principală 1                                                         | sec. XIII - XVIII                                    | Alte imagini          | Raportează eroare |
| BV-II-m-A-11849.01 (RAN: 42405.02.02) | Biserica evanghelică                                                                             | sat Vulcan; comuna Vulcan        | Str. Principală 1                                                         | sec. XIII - XVI,1665, 1793 - 1794                    |                       | Raportează eroare |
| BV-II-m-A-11849.02 (RAN: 42405.02.01) | Incintă fortificată, cu turnuri, încăperi pentru provizii, anexe                                 | sat Vulcan; comuna Vulcan        | Str. Principală 1                                                         | sec. XV - XVIII                                      |                       | Raportează eroare |
| BV-II-m-B-20943                       | Fosta Școală Germană                                                                             | sat Vulcan; comuna Vulcan        | Str. Principală 80                                                        | sec. XIX                                             |                       | Raportează eroare |
| BV-IV-m-A-11843.04 (RAN: 40759.09.04) | Cimitir evanghelic                                                                               | sat Viscri; comuna Bunești       | 52                                                                        | sec. XVIII - XX                                      |                       | Raportează eroare |